# Niedźwiady Małe
Niedźwiady Małe – część wsi Niedźwiady Duże w Polsce, położona w województwie wielkopolskim, w powiecie konińskim, w gminie Ślesin.
W latach 1975–1998 Niedźwiady Małe administracyjnie należały do województwa konińskiego.